# سینسیانا (کنتاکی)
سینسیانا (به انگلیسی: Cynthiana) شهری در ایالت کنتاکی کشور ایالات متحده آمریکا است که جمعیت آن در سرشماری سال ۲۰۱۰ میلادی، ۶٬۴۰۲ نفر بوده‌است.